# Bomincident
De term bomincident verwijst naar een gebeurtenis tijdens de voetbalwedstrijd tussen Nederland en Cyprus op 28 oktober 1987 in de Rotterdamse Kuip.
Tijdens die kwalificatiewedstrijd voor het Europees kampioenschap voetbal 1988 ontplofte in de beginfase van de wedstrijd bij een 1–0 stand vlak bij de doelman van Cyprus, Andreas Charitou een zware vuurwerkbom. Deze raakte hierdoor lichtgewond en moest vervangen worden. De Cypriotische spelers verlieten hierop in protest het veld en weigerden verder te spelen. Na lang aandringen van Nederlandse zijde besloot de Luxemburgse scheidsrechter Roger Philippi de wedstrijd te vervolgen. De wedstrijd eindigde in 8–0, mede door vijf doelpunten van John Bosman. Hij vestigde hiermee een record dat officieel nooit werd erkend. De UEFA besloot namelijk om de uitslag van de wedstrijd ongeldig te verklaren. De bom bleek verstopt in een tennisbal. De gooier was een 21-jarige inwoner van Oss die direct werd gearresteerd.

## Straf UEFA
Er werd gevreesd voor een zware straf van de UEFA door middel van uitsluiting of een reglementaire nederlaag. In eerste instantie besloot de UEFA tot een reglementaire 0–3 nederlaag voor Oranje. Dit zou tot gevolg hebben dat plotseling Griekenland nog de mogelijkheid zou hebben zich te kwalificeren; het zou namelijk de allerlaatste groepswedstrijd thuis tegen Nederland spelen en bij winst zouden zij doorgaan en lag Nederland eruit.
Nederland besloot tegen de straf in beroep te gaan. Dit had als risico dat Nederland alsnog uitgesloten zou kunnen worden, maar de kans bestond ook dat de wedstrijd overgespeeld zou kunnen worden. Nederland ondersteunde het beroep met een verklaring van een bekende chirurg (dr. Greep), die aangaf dat de doelman niet echt gewond raakte en vooral door de schrik van het veld moest worden gedragen; en dus dat het allemaal wel meeviel. De beroepscommissie veranderde de straf en besloot tot het overspelen van de wedstrijd zonder publiek. Op 9 december 1987 won Nederland in De Meer in Amsterdam alsnog met 4–0. John Bosman was met drie doelpunten wederom productief. Hiermee was kwalificatie voor de eindronde een feit.

## Griekse verontwaardiging
Griekenland was zeer ontevreden over het besluit van de UEFA. Zij verdachten de UEFA ervan (de voorzitter was destijds een West-Duitser) dat ze om financiële redenen liever het Nederlandse elftal dan het Griekse elftal op het EK in West-Duitsland zouden zien. Deelname van Nederland zou namelijk tot extra veel supporters en dus vollere stadions leiden.
Uit protest besloot de Griekse voetbalbond de wedstrijd te verplaatsen naar een klein stadion op Rhodos en aan te treden met een soort B-elftal. Nederland won deze wedstrijd dan ook met 0–3.